# Nicolas Baudin

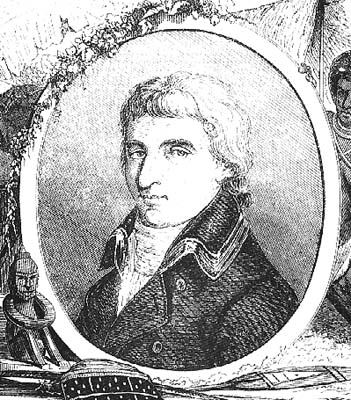
Nicolas Baudin

Thomas-Nicolas Baudin (17 lutego 1754 - 16 września 1803) – francuski oficer marynarki, podróżnik i odkrywca.
Urodził się na Île de Ré, w wieku 15 lat zaciągnął się do marynarki handlowej, a 5 lat później zaczął pracować dla Francuskiej Kompanii Wschodnioindyjskiej. Wkrótce po tym zaczął służyć w marynarce wojennej, wziął udział w rewolucji amerykańskiej. Po jej zakończeniu był kapitanem na pokładzie statków przewożących austriackich botaników na Ocean Indyjski i Ocean Spokojny. W tym czasie Baudin sam studiował botanikę aby nauczyć się jak przewozić na statku żywe zwierzęta i rośliny.
W roku 1792, gdy Francja wypowiedziała wojnę Austrii, Baudin pomimo chęci nie został ponownie przyjęty do marynarki wojennej. Powrócił do Francji w 1795 roku i przekonał Antoine'a de Jussieu z Muséum National d'Histoire Naturelle do wyprawy botanicznej na Karaiby. Wyprawa okazała się bardzo udana i Baudin powrócił do kraju z dużą kolekcją roślin, ptaków i insektów.
W październiku 1800 roku został wybrany na dowódcę ekspedycji mającej na celu zbadanie wybrzeży Australii. Miał do dyspozycji dwa statki Le Géographe i Le Naturaliste, a w jego wyprawie wzięło udział 9 botaników i zoologów, między innymi Jean Baptiste Leschenault de la Tour i François Péron. Dotarł do Australii w maju 1801 roku, a kwietniu 1802 niespodziewanie spotkał tam innego odkrywcę Matthew Flindersa. Stamtąd Naturaliste został odesłany do Francji z wielką ilością zebranych okazów, a Baudin pożeglował do Sydney, a później na Tasmanię i do Timoru.
W drodze powrotnej do Francji zatrzymał się na Mauritiusie, gdzie zmarł na chorobę, której nabawił się w tropikach. Géographe powrócił do Francji pod dowództwem Pierre'a Miliusa w końcu marca 1804 roku.